# IEEE Transactions on Communications
La revue IEEE Transactions on Communications est une revue scientifique mensuelle à comité de lecture publiée par la IEEE Communications Society (en) et couvrant tous les aspects de la technologie des télécommunications, y compris le téléphone, la télégraphie, la télécopie et la télévision point à point par propagation d'ondes électromagnétiques.

## Description
Le rédacteur en chef est Tolga M. Duman (Université Bilkent). 
Les thèmes de publication sont :
- Codage et théorie de l'information
- Théorie et systèmes de communication
- Apprentissage automatique et communications
- Mise en réseau et conception inter-couches
- Communications optiques
- Codage de source et traitement du signal
- Communications sans fil

Selon le Journal Citation Reports, la revue a en 2018 un facteur d'impact  de 5,69.

## Histoire
La création du journal remonte à 1884, avec la création des Transactions de l'American Institute of Electrical Engineers. Au fil des ans, la revue a changé plusieurs fois de nom et a aussi été scindée.
- 1884–1951 : Transactions of the American Institute of Electrical Engineers
- 1952–1963 : Transactions of the American Institute of Electrical Engineers, Part I: Communication and Electronics
- 1953–1955 : Transactions of the IRE Professional Group on Communications Systems
- 1956–1962 : IRE Transactions on Communications Systems
- 1963–1964 : IEEE Transactions on Communications Systems
- 1964 : IEEE Transactions on Communication and Electronics
- 1964–1971 : IEEE Transactions on Communication Technology
- 1972–maintenant : IEEE Transactions on Communications

La revue est indexée, sous son nom actuel, par DBLP, depuis le volume 20 paru en 1972.